# Castillonnès
Castillonnès – miejscowość i gmina we Francji, w regionie Nowa Akwitania, w departamencie Lot i Garonna.
Według danych na rok 1990 gminę zamieszkiwały 1424 osoby, a gęstość zaludnienia wynosiła 73 osób/km² (wśród 2290 gmin Akwitanii Castillonnès plasuje się na 297. miejscu pod względem liczby ludności, natomiast pod względem powierzchni na miejscu 549).